# Bhutanthera alpina
Bhutanthera alpina là một loài thực vật có hoa trong họ Lan. Loài này được (Hand.-Mazz.) Renz mô tả khoa học đầu tiên năm 2001.